# 赫里斯蒂揚·米茨科斯基
赫里斯蒂揚·米茨科斯基（羅馬化：Hristijan Mickoski，發音：[ˈxristijan ˈmit͡skɔski]；1977年9月29日—），北马其顿政治人物，自2024年6月起担任北马其顿总理。米茨科斯基也是大学教授、马其顿内部革命组织—马其顿民族统一民主党主席。

## 人物经历
1977年9月29日，米茨科斯基在南斯拉夫馬其頓斯科普里出生。2011年，担任維也納工業大學客座教授。此外也是圣基里尔麦托迪大学机械工程系副教授，2019年升任正教授。
2015年至2017年，担任尼古拉·格鲁埃夫斯基和埃米爾·迪米特里埃夫两位总理的能源政策顾问。2016年至2017年，担任国营北马其顿发电厂厂长。
2017年12月23日，在瓦蘭多沃召开的马其顿内部革命组织—马其顿民族统一民主党第16届党代会上，米茨科斯基当选新一任党主席，接任辞职的尼古拉·格鲁埃夫斯基。米茨科斯基也因此成为马其顿的反對黨領袖。
2024年北马其顿议会选举，马其顿内部革命组织—马其顿民族统一民主党获得绝对多数席位，与有效联盟和为了我们的马其顿组成联合政府。米茨科斯基在时任总统戈尔达娜·西莉娅诺夫斯卡-达夫科娃的授权下组建新政府，新政府于2024年6月23日获北馬其頓議會投票通过，米茨科斯基当选新一任北马其顿总理。